# 뤼디거 폰 데어 골츠 백작
구스타프 아돌프 요아힘 뤼디거 폰 데어 골츠 백작(독일어: Gustav Adolf Joachim Rüdiger Graf von der Goltz: 1865년 12월 8일 – 1946년 11월 4일)은 제1차 세계 대전 당시 독일 제국 육군의 장군이다. 1918년 1차대전이 종전된 뒤 골츠는 라트비아의 발트 독일인 정부의 육군을 지휘했다. 그러나 러시아의 볼셰비키들 및 지역주민들에게 패배하면서 발트 지방에 대한 독일인의 지배권 유지라는 목적을 이루지는 못했다.